# Jemtsa
Jemtsa (russisk: Е́мца) er en landsby i Plesetsk rajon i Arkhangelsk oblast i Rusland. Landsbyen ligger 40 kilometer nord for Plesetsk og 172 kilometer syd for Arkhangelsk. Jemtsa havde 1.067 indbyggere i 2010. Landsbyen kendes tilbage til 1384 som opholdssted under rejse fra Novgorod til Ural.[kilde mangler] Den nuværende landsby Jemtsa blev grundlagt i 1894 og fik bebyggelsesstatus i 1943.